# Верховный Совет Литовской ССР
Верховный Совет Литовской ССР (ВС ЛССР) (лит. Lietuvos TSR Aukščiausioji Taryba) — высший однопалатный орган государственной власти Литовской ССР и независимой Литовской Республики (с 11 марта 1990), действовавший с 1940 по 1992 год. Избран просоветским Народным Сеймом, распустившим  правительство Первой Литовской Республики (Сейм 4-й созыва) и провозгласившим вхождение Литвы в состав СССР  в 1940 году.

## Деятельность
Согласно принятой конституции ВС ЛССР был похож на демократический парламент: избирался каждые четыре  года (с 1975 года — пять лет), мог изменять конституцию и законы, назначать должностных лиц в Совет министров, являвшийся исполнительной властью. Однако на самом деле это было марионеточное правительство, полностью подчинявшееся Коммунистической партии Литовской ССР, которая сама, в свою очередь, выполняла указания ЦК КПСС из Москвы. В 1988 году, когда в Литве начались перестроечные движения, было образовано «Литовское движение за перестройку» (лит. Lietuvos Persitvarkymo Sąjūdis), позднее ставшим общественно-политической организацией (народным движением) Саюдис. Саюдис, изначально бывшим движением за культурное возрождение, бо́льшую экономическую самостоятельность от Москвы и экологию, постепенно сколнился к движению, главной целью которого стало выход Литвы из состава СССР. 24 декабря 1989 года Съезд народных депутатов СССР принял резолюцию, признавшую существование и осудившую секретный протокол к пакту Молотова — Риббентропа, что позволило лидерам Саюдиса, во главе с Витаутасом Ландсбергисом, открыто говорить об оккупации Литвы Советским Союзом и, следовательно, нелегитимности действовавшей в то время власти. 24 февраля 1990 года состоялись очередные, по мнению наблюдателей — первые и последние за всю историю советской Литвы свободные выборы в Верховный совет Литовской ССР, в которых представители от народного движения Саюдис получили ⅔ голосов избирателей. На первом заседании, состоявшемся 11 марта 1990 года, Верховный Совет Литовской ССР принял Акт о восстановлении независимого Литовского государства и тем самым провозгласил выход Литвы из состава СССР.
После восстановления независимости республики, 7 июля 1992 года, переименован в Сейм Литовской Республики. 
Верховный Совет, избранный в 1990 году и принявший Декларацию о независимости, в литовской историографии принято называть Восстановительным Сеймом. 

## Структура, выборы
Структура и функции ВС ЛССР были идентичны Верховному Совет СССР, только в масштабах республики. Сессии ВС ЛССР проводились дважды в год, решения принимались, практически, без серьёзных обсуждений и единогласно. Между сессиями Президиум ВС ЛССР действовал от имени всего Совета. Заседания проходили в зале Русского драматического театра Литовской ССР; после постройки нового здания ВС ЛССР в 1981 году на проспекте Гедимина заседания проводились в зале нового здания ВС.
Выборы в ВС ЛССР проводились всенародным голосованием; все кандидаты должны были предварительно быть одобреными Компартией Лит. ССР, причём, соблюдался принцип пропорциональности социальных групп населения: женщины составляли, приблизительно, треть от общего числа кандидатов; около половины кандидатов должны были быть из рабочего класа.
| Состав Верховного Совета Лит. ССР | Состав Верховного Совета Лит. ССР | Состав Верховного Совета Лит. ССР | Состав Верховного Совета Лит. ССР | Состав Верховного Совета Лит. ССР |
| Год                               | 1967                              | 1971                              | 1975                              | 1980                              |
| --------------------------------- | --------------------------------- | --------------------------------- | --------------------------------- | --------------------------------- |
| Количество депутатов              | 290                               | 300                               | 320                               | 350                               |
| Члены КПСС                        | 67%                               | 68%                               | 67%                               | 67%                               |
| Представители рабочего класса     | 51%                               | 50%                               | 50%                               | 50%                               |
| Женщины                           | 32%                               | 32%                               | 34%                               | 35%                               |
| Представители молодёжи            | 11%                               | 17%                               | 20%                               | 20%                               |
| С высшим образованием             | 42%                               | 45%                               | 48%                               | 51%                               |
| Переизбранные депутаты            | 31%                               | 31%                               | 33%                               | 30%                               |

Выборы проходили:
- в январе 1941 года
- в феврале 1947 года
- в январе 1951 года
- в феврале 1955 года
- в марте 1959 года
- в марте 1963 года
- в марте 1967 года
- в июне 1971 года
- в июне 1975 года
- в феврале 1980 года
- в феврале 1985 года
- в феврале 1990 года

Явка избирателей на всех выборах была близка 90 процентам, рекордная явка была на выборах 1947 года и составила 97,91 процент. Количество избираемых депутатов было динамичным, пропорционально количеству населения в республике — из расчёта 1 депутат на 10 тысяч жителей.

## Председатели Верховного Совета Литовской ССР
| Имя                    | От              | До              | Примечания                                                          |
| ---------------------- | --------------- | --------------- | ------------------------------------------------------------------- |
| Болесловас Баранаускас | 25 августа 1940 | 1951            | в период 1941–1944 находился в РСФСР                                |
| Феликсас Беляускас     | 1951            | 1955            |                                                                     |
| Владас Нюнка           | 1955            | 18 апреля 1963  |                                                                     |
| Антанас Баркаускас     | 18 апреля 1963  | 24 декабря 1975 |                                                                     |
| Рингаудас Сонгайла     | 24 декабря 1975 | 16 января 1981  |                                                                     |
| Лионгинас Шепетис      | июнь 1981       | 10 марта 1990   |                                                                     |
| Витаутас Ландсбергис   | 11 марта 1990   | 11 марта 1990   | должность упразднена, стал председателем «Восстановительного Сейма» |

## Председатели Президиума Верховного Совета Литовской ССР
Президиум Верховного Совета Литовской ССР являлся постоянно действующим органом Верховного Совета. Его председатель де-юре являлся  главой республики. Президиум в составе председателя, двух заместителей, секретаря и 13 других членов были избраны во время первого заседания Верховного Совета Литовской ССР). Формально Президиуму принадлежала власть в республике в период между сессиями Верховного Совета Литовской ССР; он мог изменять законы, ратифицировать международные договоры и пр. Однако на самом деле эта власть была лишь формальностью, поскольку де-факто власть находилась в руках первого секретаря Центрального комитета Коммунистической партии Литвы.
| Имя                            | От              | До              | Примечания                           |
| ------------------------------ | --------------- | --------------- | ------------------------------------ |
| Юстас Палецкис                 | 25 августа 1940 | 14 апреля 1967  | в период 1941–1944 находился в РСФСР |
| Мотеюс Шумаускас               | 14 апреля 1967  | 24 декабря 1975 |                                      |
| Антанас Баркаускас             | 24 декабря 1975 | 18 ноября 1985  |                                      |
| Рингаудас-Бронисловас Сонгайла | 18 ноября 1985  | 7 декабря 1987  |                                      |
| Витаутас Астраускас            | 7 декабря 1987  | 15 января 1990  |                                      |
| Альгирдас Миколас Бразаускас   | 15 января 1990  | 11 марта 1990   |                                      |

## Председатель Верховного Совета Литовской Республики
Временная должность, существовала до преобразования Верховного Совета в Сейм.
- Витаутас Ландсбергис (10 марта 1990 — 22 ноября 1992)